# Cetățuia (okręg Vaslui)
Cetățuia – wieś w Rumunii, w okręgu Vaslui, w gminie Puiești. W 2011 roku liczyła 432 mieszkańców.